# María José Alcón Miquel
María José Alcón Miquel (Mislata, 1961-Callosa d'en Sarrià, 2018) va ser una política valenciana, regidora a l'Ajuntament de València pel Partit Popular (PP).
Llicenciada en Dret i màster en Dret Urbanístic, va exercir el càrrec de regidora de cultura a l'Ajuntament de Valencia entre 1995 i 2009 sota el mandat de l'alcaldessa Rita Barberà i va deixar el càrrec després de patir un accident. Després de deixar el càrrec de regidor, va seguir a l'Ajuntament com a assessora, i també va continuar vinculada al PP.
Va ser imputada en el cas Taula per blanqueig de diners. En una conversa amb el seu fill, gravada per la policia, reconeixia el presumpte blanqueig de diners per al finançament del partit a València i explicava la pràctica coneguda com a pitufeo, consistent en què algunes persones rebien efectiu i al temps remetien a una transferència pel mateix import com a donació legal al PP.
Alcón es va casar amb el també regidor del PP a l'equip de Rita Barberà Alfonso Grau el 2015, qui també va estar implicat en diversos casos de corrupció. El seu cos sense vida va aparéixer el 16 de juny de 2018 a Callosa d'en Sarrià (la Marina Baixa) on el matrimoni disposava d'una segona residència. Aparentment va caure des d'un balcó i es sospita que es tractara d'un suïcidi.